# Corrida Nacional de Jericos Motorizados

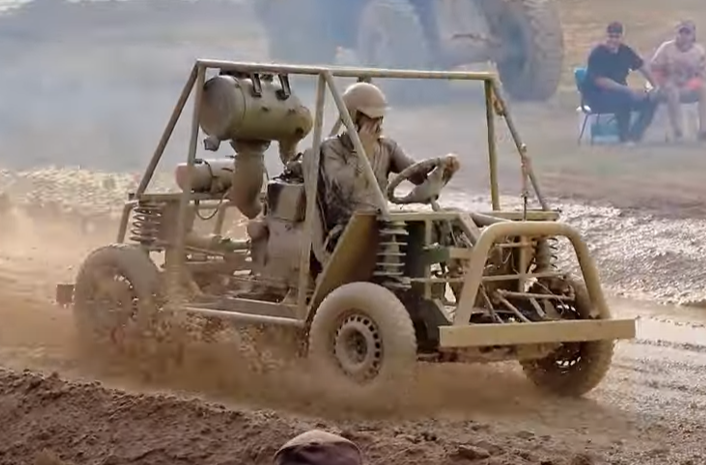
Jericó em Alto Paraíso (2024)

A Corrida Nacional de Jericos Motorizados é uma popular festa realizada na cidade de Alto Paraíso, Rondônia.
O evento acontece anualmente em comemoração à emancipação do município e atrai gente de várias partes do país. Alcançou repercussão nacional ao ser transmitido pela Rede Globo de Televisão através do Globo Esporte[carece de fontes?].

## O jerico
Jerico é a denominação local para um tipo de veículo adaptado ao trabalho no campo, construído à base de peças de todos os tipos de carros, caminhões ou camionetes, com motores de todos os tipos, quase sempre motores estacionários de pequeno porte. Na maioria das vezes, não tem muito mais do que o necessário para o transporte (chassi, motor, rodas e carroceria). Caracterizam-se por não possuírem, na maioria das vezes, pára-lamas, pára-choques, pára-brisas, cabine, cinto de segurança e às vezes, nem mesmo assento.
A corrida ocorre em um local apropriado, o jericódromo, com arquibancadas e camarotes para receber um público de mais de 30 mil pessoas, e pista de lama para os cerca de 40 competidores das várias provas.

## A corrida dos políticos
O ponto alto do evento é a corrida realizada entre políticos do estado e do município. Em 2009, a 8ª edição da corrida contou com os seguintes participantes desta prova:
- Ivo Cassol, governador do estado;
- Romeu Reolon, prefeito de Alto Paraíso;
- Expedito Júnior, senador;
- Edinaldo Cardoso, vereador e presidente da Câmara de Vereadores de Alto Paraíso;
- Neodi Carlos, deputado estadual e presidente da Assembleia Legislativa de Rondônia.

O vencedor, pelo segundo ano consecutivo, foi o governador Ivo Cassol.